# Paracephaleus montanus
Paracephaleus montanus är en insektsart som beskrevs av Evans 1942. Paracephaleus montanus ingår i släktet Paracephaleus och familjen dvärgstritar. Inga underarter finns listade i Catalogue of Life.